# Patrick Ebert
Patrick Ebert (Potsdam, 17 de marzo de 1987) es un exfutbolista alemán que jugaba de centrocampista.

## Trayectoria
Nacido en Potsdam, comenzó a jugar fútbol para el equipo TuS Gaarden en Kiel a la edad de 4 años, en 1991. Después de dos años pasó al TSV Russee y posteriormente regresó a Berlín, para unirse al Hertha BSC en 1998. Desde la temporada 2006-07, Ebert formó parte del primer equipo del Hertha. Hizo su debut el 16 de julio de 2006 en la Copa Intertoto ante el FK Moscú, entró en el partido desde el banquillo en el minuto 80. Debutó en la Bundesliga un mes más tarde, el 13 de agosto de 2006, contra el VfL Wolfsburg, anotando su primer gol en el partido siguiente ante el Hannover 96. Desde entonces, ha participado en más de 90 partidos de Bundesliga con el Hertha BSC.
El 6 de junio de 2012 abandonó el Hertha BSC Berlín junto con Christian Lell, Andreas Ottl y Andre Mijatovic, y firmó con el Real Valladolid de la Primera división española el 27 de julio de 2012 por dos temporadas. Tras la primera vuelta de la Liga, se consolidó como una de las revelaciones del campeonato por sus grandes actuaciones y sus cinco goles. Al acabar la temporada se le consideró mejor jugador de su equipo, a pesar de sufrir varias lesiones.
Sin embargo, el 7 de febrero de 2014 comunicó al Real Valladolid que rompía unilateralmente el contrato que le vinculaba al club hasta el 30 de junio de 2014.
Finalmente ese invierno acabó en las filas del Spartak de Moscú, donde permaneció hasta junio de 2015.
El 25 de julio de 2015 fichó por el Rayo Vallecano, dirigido por Paco Jémez, con la esperanza de poder volver a vestir la camiseta de la selección alemana.
En el mercado de invierno de enero de 2018 fichó por el F. C. Ingolstadt 04 y también ese mismo año se unió al Dinamo Dresde por una temporada. En marzo de 2019 el contrato se extendió un año más.
Posteriormente siguió su carrera en el fútbol griego. Primero llegó al Xanthi F. C., equipo con el que firmó en octubre de 2020 por una temporada. Tras esta quedó libre y en enero de 2022 firmó con el A. O. Kavala.
Después de estas dos experiencias en Grecia, en julio de ese mismo año se marchó a Turquía para jugar en el İstanbulspor, equipo que acababa de ascender a la Superliga. Estuvo allí durante la primera parte de la temporada, ya que en diciembre rescindió su contrato.
De cara a la temporada 2023-24 regresó al Hertha Berlín para ejercer de entrenador asistente en el equipo sub-15. La siguiente campaña siguió ocupando la misma función pero en el primer equipo.

## Clubes
| Club                   | País          | Año           | Partidos | Goles |
| ---------------------- | ------------- | ------------- | -------- | ----- |
| Hertha Berlín          | Alemania      | 2006-2012     | 148      | 13    |
| Real Valladolid C. F.  | España        | 2012-2014     | 38       | 9     |
| F. C. Spartak de Moscú | Rusia         | 2014-2015     | 25       | 0     |
| Rayo Vallecano         | España        | 2015 -2017    | 38       | 6     |
| F. C. Ingolstadt 04    | Alemania      | 2018          | 4        | 0     |
| Dinamo Dresde          | Alemania      | 2018-2020     | 51       | 5     |
| Xanthi F. C.           | Grecia        | 2020-2021     | 23       | 4     |
| A. O. Kavala           | Grecia        | 2022          | 19       | 2     |
| İstanbulspor           | Turquía       | 2022          | 8        | 0     |
| Total carrera          | Total carrera | Total carrera | 335      | 39    |

## Palmarés

### Campeonatos nacionales
| Título                  | Club                 | País     | Año     |
| ----------------------- | -------------------- | -------- | ------- |
| Bundesliga Sub-17       | Hertha Berlín Sub-17 | Alemania | 2002-03 |
| Copa de Alemania Sub-19 | Hertha Berlín Sub-19 | Alemania | 2003-04 |
|                         |                      |          |         |
| 2. Bundesliga           | Hertha Berlín        | Alemania | 2010-11 |

### Campeonatos internacionales
| Título          | Equipo                | Sede   | Año  |
| --------------- | --------------------- | ------ | ---- |
| Eurocopa Sub-21 | Selección de Alemania | Suecia | 2009 |